# Genoveva (ópera)
Genoveva (Op. 81) es una ópera en cuatro actos con música de Robert Schumann en el género del Romanticismo alemán con un libreto de Robert Reinick y el compositor. Es la única ópera compuesta por Schumann. Se estrenó el 25 de junio de 1850 en el Stadttheater (teatro municipal) de Leipzig, con el compositor dirigiendo. Tuvo solo tres representaciones durante el estreno, y las críticas negativas que recibió en la prensa tuvieron un papel importante en la decisión de Schumann de no escribir una segunda ópera. 
Genoveva se basa en la historia de Genoveva de Brabante, una leyenda medieval ambientada en el siglo VIII que se cree basada en la vida de María de Brabante que vivió en el siglo XIII, esposa de Luis II, duque de Baviera. La historia ganó popularidad durante la primera mitad del siglo XVII, principalmente en Alemania en diversas puestas en escena teatrales. Dos de los de aquella época, la obra de Ludwig Tieck Leben und Tod der heiligen Genoveva (Vida y muerte de santa Genoveva) y la obra de Friedrich Hebbel titulada Genoveva, sirvieron como base del libreto de esta ópera.  
La trama de la ópera tiene varias semejanzas con la ópera wagneriana Lohengrin, que se compuso en el mismo período en que Schumann estaba Componiendo Genoveva.
Genoveva nunca ha tenido un gran público, pero sigue reponiéndose a intervalos regulares por todo el mundo, y se ha grabado varias veces.

## Historia de la composición
Schumann expresó el deseo de escribir una ópera ya en el año 1842, y estaba fascinado por las posibilidades de las óperas basadas en leyendas alemanas tradicionales. Sus cuadernos de notas de esta época muestran que, entre otras, Schumann consideró las historias de Los nibelungos, Lohengrin y Till Eulenspiegel como buenas candidatas a ser el argumento de una ópera alemana.
Schumann empezó a trabajar en Genoveva hacia el final de un período de intensa depresión. A principios de los años 1840, desanimado tanto por la mayor estima que el público sentía hacia su esposa, Clara Schumann, una destacada pianista así como una compositora con una carrera de alto nivel como virtuosa de gira, y por el hecho de que no le ofrecieron a él la dirección de la Gewandhaus de Leipzig, la depresión de Schumann se intensificó.  En 1844, él y Clara se trasladaron a Dresde, donde su depresión se moderó y empezó a trabajar en varias composiciones, entre ellas Genoveva.
Mientras estaba en Dresde, Schumann conoció a Wagner, cuyos comentarios desalentadores sobre el libreto de Schumann para Genoveva tensó las relaciones entre los dos compositores. Por su parte, sin embargo, Schumann admiró el impacto dramático de las óperas de Wagner, y la influencia de la música de Wagner se abrió paso en la partitura de Genoveva.  De hecho, varias de las técnicas musicales usadas en la ópera, como la fluida música en la forma (aunque la ópera está articulada en una obertura, cuatro actos y 21 números, dentro de un acto los números se encadenan sin interrupción o pausa) y falta de momentos vocales puramente virtuosos, son las interpretaciones personales y adaptaciones de Schumann de los métodos compositivos de Wagner. 
Aunque el teatro, por entonces recién estrenado Ópera Semper de Dresde desechó representar Genoveva, lo que enfureció a Schumann, al final se aseguró que se representara en Leipzig.

## Historia de las representaciones
El teatro municipal de Bielefeld  redescubrió Genoveva en 1995 en la primera representación escénica mundial en 70 años. Dirigida musicalmente por Geoffrey Moull y escénicamente por Katja Czellnik, la ópera tuvo ocho representaciones notables. La revista Opera de Londres escribió que 
"se puede decir por la impresión creada a partir de la vigorosa dirección de Geoffrey Moull que la música teatral de Schumann es más plausible, más tensa y más interesante de lo que hasta ahora se ha reconocido.".
El estreno norteamericano, en una representación de concierto en Emmanuel Church de Boston el 2 de abril de 2005, acabó con un aplauso en pie.
La ópera se presentó por la Ópera de Zúrich en febrero de 2008, y de nuevo por la University College Opera en marzo de 2010.

## Personajes
| Personaje                             | Tesitura   | Reparto del estreno, 25 de junio de 1850 (Director: Robert Schumann) |
| ------------------------------------- | ---------- | -------------------------------------------------------------------- |
| Genoveva, esposa de Siegfried         | soprano    | Karoline Mayer                                                       |
| Golo, principal servidor de Siegfried | tenor      | Theodor Wiedemann                                                    |
| Siegfried, Conde de Brabante          | barítono   | Louis Brassin                                                        |
| Hidulfus, obispo de Tréveris          | barítono   | Wilcke                                                               |
| Margaretha, una criada                | soprano    | Caroline Günther-Bachmann                                            |
| Drago, un viejo administrador         | bajo       | Heinrich Salomon                                                     |
| Balthasar, criado de Siegfried        | bajo       | Heinrich Stürmer                                                     |
| Caspar, un cazador                    | barítono   | Meissner                                                             |
| Conrad, jornalero de Siegfried        | barítono   | Zeimer                                                               |
| Angelo                                | papel mudo |                                                                      |
| Coro: Damas, caballeros, soldados     |            |                                                                      |

## Sinopsis

### Acto 1
La ópera comienza con Hidulfus, obispo de Tréveris, reuniendo a los caballeros cristianos de Brabante para que vayan a la cruzada de Carlos Martel contra los temidos sarracenos a la conquista de Europa.  Siegfried, conde de Brabante, acude a la llamada. Al prepararse a ir a la guerra confía a su esposa, Genoveva, a su joven criado, Golo.

### Acto 2
A pesar del abrumador deseo de Golo por ella, Genoveva persiste en su rechazo. Enfurecido por tales rechazos, Golo busca vengarse de Genoveva tendiéndole una trama para desacreditarla. Una noche, Golo cuela a Drago, un viejo administrador, en el dormitorio de Genoveva para fingir una aventura adúltera que es entonces vista por otros servidores, llevados al lugar por Golo. En su ira, los criados matan a Drago y encarcelan a Genoveva por adulterio.

### Acto 3
Esta infidelidad imaginaria llega a oídos de Siegfried, quien entonces ordena a Golo que mate a Genoveva. El fantasma de Drago aparece frente a Margaretha y le dice que si no revela la verdad, ella morirá.

### Acto 4
Golo anuncia a Genoveva que va a matarla por orden de su marido y le muestra el anillo y la espada que le dio Siegfried. Sin embargo, como él mismo no se atreve, manda a Caspar y Balthasar a hacerlo y huye. La vida de Genoveva queda salvada por la intervención de Angelo. Siegfried, al que Margaretha ha descubierto la traición de Golo, restablece el honor de su esposa. Cuando Genoveva pregunta por Golo, Balthasar le responde que encontró a Golo desmembrado en una quebrada cercana. Hidulfus casa una segunda vez a los esposos.